# Sabrine Trabelsi
Pour les articles homonymes, voir Trabelsi.
Sabrine Trabelsi, née le 26 août 1990, est une lutteuse tunisienne.

## Carrière
Sabrine Trabelsi est médaillée d'argent dans la catégorie des moins de 67 kg aux championnats d'Afrique 2009 à Casablanca, médaillée de bronze dans la même catégorie aux championnats d'Afrique 2010 au Caire puis médaillée d'or dans la catégorie des moins de 63 kg aux championnats arabes 2010 à Doha.